# Lelystad (boek)
Lelystad is een in 2008 verschenen boek van de Nederlandse schrijver Joris van Casteren. Het in twee delen uiteenvallende boek vertelt de geschiedenis van Lelystad, en parallel de jeugd van de schrijver. Hij vertelt over de mislukte planning van de stad, hoe de utopie van Cornelis van Eesteren ongedaan wordt gemaakt door ambtenaren van de Rijksdienst voor de IJsselmeerpolders en verwerd tot een oord waar de hoop van de gelovers in een maakbare samenleving (verpersoonlijkt in de figuur van de vader van de verteller) wordt ingehaald door de rauwe werkelijkheid van een stad die beheerst wordt door de marginalen in de samenleving.
Het boek is in 2009 genomineerd voor de AKO Literatuurprijs.

## Bestseller 60
| Boeken met noteringen in de Nederlandse Bestseller 60 | Jaar van verschijnen | Datum van binnenkomst | Hoogste positie | Aantal weken | Opmerkingen          |
| ----------------------------------------------------- | -------------------- | --------------------- | --------------- | ------------ | -------------------- |
| Lelystad                                              | 2008                 | 01-10-2008            | 56              | 1            |                      |
| Lelystad                                              | 2017                 | 21-07-2021            | 49              | 1            | herziene luxe-editie |